# Дітмар Мегенбург
Дітмар Мегенбург (нім. Dietmar Mögenburg, нар. 15 серпня 1961, Леверкузен, ФРН) — німецький легкоатлет, що спеціалізується на стрибках у висоту, олімпійський чемпіон 1984 року, чемпіон Європи.

## Кар'єра
| Рік                   | Змагання                      | Місто                   | Місце           | Примітки        |                 |
| Представник ФРН       | Представник ФРН               | Представник ФРН         | Представник ФРН | Представник ФРН | Представник ФРН |
| --------------------- | ----------------------------- | ----------------------- | --------------- | --------------- | --------------- |
| 1980                  | Чемпіонат Європи в приміщенні | Зіндельфінген, ФРН      | 1               | 2.32 м          |                 |
| 1981                  | Чемпіонат Європи в приміщенні | Гренобль, Франція       | 3               | 2.25 м          |                 |
| 1982                  | Чемпіонат Європи в приміщенні | Мілан, Італія           | 1               | 2.34 м          |                 |
| 1982                  | Чемпіонат Європи              | Афіни, Греція           | 1               | 2.30 м          |                 |
| 1983                  | Чемпіонат світу               | Гетеборг, Фінляндія     | 4               | 2.29 м          |                 |
| 1984                  | Чемпіонат Європи в приміщенні | Гетеборг, Швеція        | 1               | 2.33 м          |                 |
| 1984                  | Олімпійські ігри              | Лос-Анджелес, США       | 1               | 2.35 м          |                 |
| 1986                  | Чемпіонат Європи в приміщенні | Мадрид, Іспанія         | 1               | 2.34 м          |                 |
| 1986                  | Чемпіонат Європи              | Штутгарт, Німеччина     | 4               | 2.28 м          |                 |
| 1987                  | Чемпіонат світу               | Рим, Італія             | 4               | 2.35 м          |                 |
| 1988                  | Чемпіонат Європи в приміщенні | Будапешт, Угорщина      | 2               | 2.37 м          |                 |
| 1988                  | Олімпійські ігри              | Сеул, Південна Корея    | 6               | 2.34 м          |                 |
| 1989                  | Чемпіонат Європи в приміщенні | Гаага, Нідерланди       | 1               | 2.33 м          |                 |
| 1989                  | Чемпіонат світу в приміщенні  | Будапешт, Угорщина      | 2               | 2.35 м          |                 |
| 1990                  | Чемпіонат Європи в приміщенні | Глазго, Велика Британія | 3               | 2.30 м          |                 |
| 1990                  | Чемпіонат Європи              | Спліт, Югославія        | 4               | 2.31 м          |                 |
| Представник Німеччина |                               |                         |                 |                 |                 |
| 1992                  | Олімпійські ігри              | Барселона, Іспанія      | 27 (кв.)        | 2.15 м          |                 |